# Linanthus caespitosus
Linanthus caespitosus är en blågullsväxtart som först beskrevs av Thomas Nuttall, och fick sitt nu gällande namn av J.M. Porter och L.A. Johnson. Linanthus caespitosus ingår i släktet Linanthus och familjen blågullsväxter. Inga underarter finns listade i Catalogue of Life.